# Megapenthes amieti
Megapenthes amieti là một loài bọ cánh cứng trong họ Elateridae. Loài này được Girard miêu tả khoa học năm 1975.